# مشت انتقام
مشتی از انتقام یا مشت انتقام (به انگلیسی: Fistful of Vengeance) یک فیلم اکشن و دلهره‌آور آمریکایی محصول سال ۲۰۲۲ به کارگردانی رول رین است. این فیلم ادامه فصل اول سریال تلویزیونی قاتلان وو محسوب می‌شود و ایکو اویس، لوئیس تان، لورنس کائو، جوجو چان، پرل توسی، فرانچسکا کورنی، جیسون توبین، راتا پونگام و سایمون کوک در این فیلم ایفای نقش می‌کنند. این فیلم در ۱۷ فوریه ۲۰۲۲ از طریق شبکه نتفلیکس در سراسر جهان منتشر شد.

## داستان
زمانیکه قاتلی اجیرشده به نام کای در مسیر جستجوی قاتلی دیگر راهی بانکوک می‌شود، ماموریتش برای انتقام تبدیل به مبارزه برای نجات دنیا از تهدیدی دیرینه می‌شود.

## تولید
فیلمبرداری در اوایل سال ۲۰۲۱ در تایلند انجام شد.

## پاسخ انتقادی
در وب‌سایت جمع‌آوری نقد راتن تومیتوز از ۱۸ نقد منتقد، با میانگین دارای امتیاز ۵٫۱ از ۱۰ می‌باشد. در متاکریتیک که از میانگین وزنی استفاده می‌کند، بر اساس ۶ منتقد، امتیاز ۴۴ از ۱۰۰ را به خود اختصاص داده‌است که نشان دهنده «بررسی‌های مختلط یا متوسط» است.